# فابريس قاي
فابريس قاي (بالفرنسية: Fabrice Guy)‏ هو متزحلق نوردي مزدوج فرنسي، ولد في 30 ديسمبر 1968 في بلدية بونتارلييه في فرنسا.

## وصلات خارجية
- فابريس قاي على موقع الاتحاد الدولي للتزلج (التزلج النوردي المزدوج) (الإنجليزية)
- فابريس قاي على موقع أوليمبيديا (الإنجليزية)